# 데비 캐머런
데보라 "데비" 카메론(Deborah "Debbie" Cameron, 1958년 9월 14일 ~ )은 미국 출신 덴마크의 바하마계 가수이다. 1976년 덴마크에서 음악 활동을 시작했다. 유로비전 송 콘테스트 1981에서 덴마크 대표로 참가했다.